# Simulium ovazzae
Simulium ovazzae es una especie de insecto del género Simulium, familia Simuliidae, orden Diptera.
Fue descrita científicamente por Grenier & Mouchet, 1959.